# 亚历山大·齐洪
亚历山大·齐洪（波蘭語：Aleksander Cichoń，1958年12月9日—），波兰男子摔跤运动员。他曾代表波兰参加1980年夏季奥林匹克运动会摔跤比赛，获得男子自由式90公斤级铜牌。